# Leschenaultia andina
Leschenaultia andina är en tvåvingeart som först beskrevs av Jacques-Marie-Frangile Bigot 1888.  Leschenaultia andina ingår i släktet Leschenaultia och familjen parasitflugor. Inga underarter finns listade i Catalogue of Life.